# Szkło (dopływ Sanu)
Szkło (ukr. Шкло Szkło) – rzeka w zachodniej Ukrainie i południowo-wschodniej Polsce, prawy dopływ Sanu.

## Położenie
Szkło to nieduża rzeka, ale bardzo kręta, o nieuregulowanych brzegach. Swój początek bierze na terenie Ukrainy i przepływa przez  Jaworów i Krakowiec, przekracza granicę w okolicy miejscowości Budzyń i wpada do Sanu w okolicy Wysocka. Jej dopływami są niewielkie cieki wodne i rowy melioracyjne, m.in. Jaworowski i  Łazanka.